# 古典電磁気学
古典電磁気学（こてんでんじきがく）または古典電気力学（こてんでんきりきがく）は、電荷と電流の間の電磁気力について研究する理論物理学の一分野である。対応する長さや電磁場の強さが量子力学的効果に影響されないほど十分大きければ、電磁現象をうまく説明できる（量子電磁力学参照）。古典電磁気学の基礎物理学的側面は、『ファインマン物理学』、パノフスキーらの『電磁気学』、『ジャクソン電磁気学』などで紹介されている。
電磁気学は19世紀に発展したが、その中でも特にジェームズ・クラーク・マクスウェルが重要な役割を果たした。電磁気学の歴史については、パウリの『相対性理論』、数学者E・T・ホイッタカーの著書、A・パイスのアインシュタインの伝記などに詳しい。
Ribarič and Šušteršič (1990)では、1903年から1989年までの約240の文献を参照・研究し、古典電気力学の分野で現代においても未解決の1ダースほどの問題を提示している。ジャクソンが古典電気力学最大の問題としたのは、基本方程式について2つの極端な場合においてしか解が得られていないという点である。すなわち、電荷または電流が与えられ、そこから電磁場を計算して求める場合と、外部の電磁場が与えられ、荷電粒子や電流の動きを計算して求める場合である。時折、この2つを組み合わせることもある。しかし、その場合の取り扱いは段階的に行われる。まず、外部電磁場内の荷電粒子の動きをそれ自身の電磁放射を無視して計算し、次いでその軌道に基づいてその電荷の電磁放射を計算する。このような電気力学における問題の扱い方は近似的な妥当性しか持ち得ないことは明らかである。電荷と電流の相互作用やそれらが放射する電磁場は無視することができず、結果としてそうした電気力学系についての我々の理解は限定的なものとなっている。1世紀に渡る努力にもかかわらず、広く受け入れられた荷電粒子の古典的運動方程式は未だに存在しないし、関連する実験データも存在しない。

## ローレンツ力
電磁場は電荷を持つ粒子に対して次のような力（一般にローレンツ力と呼ぶ）を及ぼす。
{\displaystyle \mathbf {F} =q\mathbf {E} +q\mathbf {v} \times \mathbf {B} }
太字で表される量はいずれもベクトルである。 Fは電荷 q が受ける力、Eは電荷のある位置における電場、vはその電荷の動いている速度、Bは電荷のある位置における磁場である。

## 電場 E
電場 E は、静止した電荷について次のように定義される。
{\displaystyle \mathbf {F} =q_{0}\mathbf {E} }
ここで q0 は試験電荷と呼ばれる。この荷電粒子の大きさは、その存在が電場に影響しない程度に小さければ、あまり重要ではない。この定義から E の単位が N/C（ニュートン毎クーロン）だということが明らかになる。この単位は後述するように V/m（ボルト毎メートル）と同じである。
上の定義はやや循環的だが、電荷が静止した状態ならクーロンの法則が成り立つ。すると、次の式が得られる。
{\displaystyle \mathbf {E} ={\frac {1}{4\pi \epsilon _{0}}}\sum _{i=1}^{n}{\frac {q_{i}\left(\mathbf {r} -\mathbf {r} _{i}\right)}{\left|\mathbf {r} -\mathbf {r} _{i}\right|^{3}}}}
ここで n は電荷の個数、qi は i-番目の電荷の量、ri は i-番目の電荷の位置、r は求めようとしている電場の位置、ε0 は真空の誘電率という定数である。
電場が電荷の連続分布によって発生する場合、総和の代わりに積分を用いる。
{\displaystyle \mathbf {E} ={\frac {1}{4\pi \epsilon _{0}}}\int {\frac {\rho (\mathbf {r} ){\hat {\mathbf {r} }}}{r^{2}}}\mathrm {d} V}
ここで ρ(r) は位置の関数で表された電荷密度、{\displaystyle {\hat {\mathbf {r} }}} は dV から E を求めようとしている位置に向かう単位ベクトル、r は E を求めようとしている位置から電荷の位置までの距離である。
特に E を位置の関数として計算しようとすると、上記の方程式はどちらも扱いが面倒である。しかし、電位と呼ばれるスカラー値があり、そうした場合に役立つ。電位は次の線積分で定義される。
{\displaystyle \varphi _{\mathbf {E} }=-\int _{C}\mathbf {E} \cdot \mathrm {d} \mathbf {s} \,}
ここで φE は電位、C は積分を行う経路を表す。
なお、この定義には注意が必要である。マクスウェルの方程式によれば、∇ × E が常にゼロというわけではないことは明らかであり、スカラー値の電位だけでは電場を正確に定義するには不十分である。結果として補正係数を追加する必要が生じ、後述するように一般にベクトルポテンシャル A の時間微分を引くということを行う。しかし電荷がほぼ常に静止しているなら、その補正係数はほぼ常にゼロであり、問題はほとんどない。
電荷の定義から、点電荷の電位を位置の関数として以下のように表せる。
{\displaystyle \varphi ={\frac {q}{4\pi \epsilon _{0}\left|\mathbf {r} -\mathbf {r} _{q}\right|}}}
ここで q は点電荷の電荷量、r は電位を求める位置、rq は点電荷の位置である。電荷が連続的に分布する場合の電位は次のようになる。
{\displaystyle \varphi ={\frac {1}{4\pi \epsilon _{0}}}\int {\frac {\rho (\mathbf {r} )}{r}}\,\mathrm {d} V}
ここで ρ(r) は位置の関数で表した電荷密度、r は体積要素 dV からの距離である。
φ がスカラー値であることに注意が必要である。つまり、他の電位場もスカラー値として加算することが可能である。したがって、複雑な問題を相対的に単純な部分に分割し、それぞれに電位を計算して後で足し合わせるという解法が可能である。この φ の定義を上の電場の式と組み合わせると、電場は電位の負の勾配に他ならないということがわかる。すなわち、
{\displaystyle \mathbf {E} =-\nabla \varphi }
この方程式から、E が V/m（ボルト毎メートル）で表されることが明らかとなる。

## 電磁波
電磁場の変化は波動の形でその原点から伝播する。この波動は真空中では光速で伝播し、様々な波長のスペクトルのものが存在する。電磁波を周波数の低いほうから順に挙げると、電波、マイクロ波、光（赤外線、可視光線、紫外線）、X線、ガンマ線などがある。素粒子物理学では、電磁放射は荷電粒子間の電磁相互作用を示すものである。

## 一般電磁場方程式
クーロンの法則は単純だが、古典電磁気学の領域で常に成り立つわけではない。問題は、電荷の分布の変化をどこかから観測するのにゼロでない時間がかかるという点である（特殊相対性理論が関わってくる）。電場の変化は光の速度で伝播する。
一般化した電荷分布場について電磁場を求める場合、ポテンシャルの座標変換則をローレンツベクトルにするのがよく、それは座標不変な条件としてローレンツゲージ
{\displaystyle {\frac {1}{c}}{\frac {\partial \phi }{\partial t}}-\nabla \cdot {\bf {A}}=0}
を与えることによって達成される。ローレンツゲージの導入によってマクスウェル方程式は
{\displaystyle \left({\frac {1}{c^{2}}}{\frac {\partial ^{2}}{\partial t^{2}}}-\nabla ^{2}\right)A^{\mu }=j^{\mu }}
となるため、各{\displaystyle \mu }成分ごとに解けばよく、その解はグリーン関数法によって解こうとするとき、遅延グリーン関数と先進グリーン関数の二つのグリーン関数を得るが、物理的な意味があるのは遅延グリーン関数の方のみである。遅延グリーン関数をグリーン関数として得られるポテンシャルの解を遅延ポテンシャルと呼ぶ。
点電荷についての遅延ポテンシャルを求めることもでき、その場合の方程式をリエナール・ヴィーヘルト・ポテンシャル (en) と呼ぶ。スカラーポテンシャルは次のようになる。
{\displaystyle \varphi ={\frac {1}{4\pi \epsilon _{0}}}{\frac {q}{\left|\mathbf {r} -\mathbf {r} _{q}(t_{ret})\right|-{\frac {\mathbf {v} _{q}(t_{ret})}{c}}\cdot (\mathbf {r} -\mathbf {r} _{q}(t_{ret}))}}}
ここで q は点電荷の電荷量、r は求める位置である。rq と vq はそれぞれ電荷の位置と速度であり、遅延時間の関数になっている。ベクトルポテンシャルは同様に次のようになる。
{\displaystyle \mathbf {A} ={\frac {\mu _{0}}{4\pi }}{\frac {q\mathbf {v} _{q}(t_{ret})}{\left|\mathbf {r} -\mathbf {r} _{q}(t_{ret})\right|-{\frac {\mathbf {v} _{q}(t_{ret})}{c}}\cdot (\mathbf {r} -\mathbf {r} _{q}(t_{ret}))}}}
これらをそれぞれ微分すると、移動する点電荷の完全な電磁場方程式が得られる。